# Ligază
O ligază este o enzimă care catalizează procesul chimic de legare a două molecule de dimensiuni mai mari, formând o nouă legătură chimică. Acest proces are de obicei loc ca urmare a eliminării unei molecule de apă sau a unei grupe chimice de dimensiune mică, ceea ce duce la legarea a două resturi mari. De exemplu, ligazele catalizează legări de tipul C-O, C-S, C-N, etc. O reprezentare generală ar fi:
Ab + C → A–C + b
sau
Ab + cD → A–D + b + c + d + e + f
unde literele mici reprezintă grupele mici eliminate. 

## Clasificare
Conform clasificării enzimelor EC, ligazele prezintă numărul EC 6. Sunt subclasificate în 6 subclase:
- EC 6.1 include ligazele care formează legături carbon-oxigen
- EC 6.2 include ligazele care formează legături carbon-sulf
- EC 6.3 include ligazele care formează legături carbon-azot (inclusiv argininosuccinat sintetază)
- EC 6.4 include ligazele care formează legături carbon-carbon
- EC 6.5 include ligazele care formează legături de tip ester fosforic
- EC 6.6 include ligazele care formează legături azot-metal, ca în cazul chelatazelor